# Thaumatomyia grata
Thaumatomyia grata är en tvåvingeart som först beskrevs av Friedrich Hermann Loew 1863.  Thaumatomyia grata ingår i släktet Thaumatomyia och familjen fritflugor. Inga underarter finns listade i Catalogue of Life.